# Српски рулет
Српски рулет је  српски и југословенски ТВ филм из 1991. године.

## Улоге
| Глумац            | Улога           |
| ----------------- | --------------- |
| Оливера Балашевић | саму себе       |
| Мира Бањац        |                 |
| Драгана Мркић     |                 |
| Неђо Осман        | Дуле            |
| Драгомир Пешић    |                 |
| Михајло Плескоњић |                 |
| Драгиња Вогањац   |                 |
| Ивана Вукчевић    | мала наркоманка |